# Фужере (Вандеја)
Фужере (фр. Fougeré) насеље је и општина у западној Француској у региону Лоара, у департману Вандеја која припада префектури Ла Рош сир Јон.
По подацима из 2011. године у општини је живело 1142 становника, а густина насељености је износила 42,47 становника/km². Општина се простире на површини од 26,89 km². Налази се на средњој надморској висини од 96 метара (максималној 110 m, а минималној 53 m).

## Демографија
| 1962. | 1968. | 1975. | 1982. | 1990. | 1999. | 2006. | 2011. |
| ----- | ----- | ----- | ----- | ----- | ----- | ----- | ----- |
| 605   | 693   | 645   | 720   | 833   | 841   | 900   | 1.142 |

График промене броја становника у току последњих година